# XV. sjezd Komunistické strany Číny
XV. sjezd Komunistické strany Číny (čínsky pchin-jinem Zhōngguó Gòngchǎndǎng dìshíwǔncì quánguódàibiǎodàhuì, znaky zjednodušené 中国共产党第十五次全国代表大会) proběhl v Pekingu ve dnech 12. – 18. září 1997. Sjezdu se zúčastnilo 2074 řádných delegátů a 60 speciálních delegátů zastupujících 59 milionů členů Komunistické strany Číny.
Generální tajemník Ťiang Ce-min ve zprávě ústředního výboru vysoce ocenil nedlouho předtím zemřelého Teng Siao-pchinga. Následně sjezd vnesl do stanov strany, že se strana řídí idelogií marxismu-leninismu, myšlenkami Mao Ce-tunga a (nově i) teorií Teng Siao-pchinga. V ekonomické oblasti sjezd schválil Ťiangův plán na další ekonomické reformy, mimo jiné převedení tisíců velkých a středních státních podniků na akciové společnosti v nichž by stát vlastnil kontrolní balík akcií, a převedení malých státních podniků do vlastnictví zaměstnanců a managementu.
Sjezd zvolil 15. ústřední výbor o 193 členech a 151 kandidátech a ústřední komisi pro kontrolu disciplíny o 115 členech. Ústřední výbor poté zvolil 15. politbyro o dvaadvaceti členech a dvou kandidátech. K běžnému řízení strany vybral ze členů politbyra sedmičlenný stálý výbor (generální tajemník Ťiang Ce-min, Li Pcheng, Ču Žung-ťi, Li Žuej-chuan, Chu Ťin-tchao, Wej Ťien-sing a Li Lan-čching). Dalšími členy členy politbyra byli zvoleni Ting Kuan-ken, Tchien Ťi-jün, Li Čchang-čchun, Li Tchie-jing, Wu Pang-kuo, Wu Kuan-čeng, Čch’ Chao-tchien, Čang Wan-nien, Luo Kan, Ťiang Čchun-jün, Ťia Čching-lin, Čchien Čchi-čchen, Chuang Ťü, Wen Ťia-pao a Sie Fej. Kandidáty pak Ceng Čching-chung a Wu I. Prvním tajemníkem disciplinární komise se opět stal Wej Ťien-sing a předsedou ústřední vojenské komise zůstal Ťiang Ce-min.